# Cannellino di Frascati
Il Cannellino di Frascati è un vino bianco a Denominazione di Origine Controllata e Garantita (DOCG) prodotto nel Lazio, nel territorio dei comuni di Frascati, Grottaferrata, Monte Porzio Catone, Roma e Monte Compatri in Provincia di Roma.

## Vitigni con cui è consentito produrlo
- Malvasia Bianca di Candia e/o Malvasia del Lazio (Malvasia puntinata) minimo 70%;
- Bellone, Bombino bianco, Greco bianco, Trebbiano Toscano, Trebbiano Giallo da soli o congiuntamente fino ad un massimo del 30%.
- Altri vitigni a bacca bianca idonei alla coltivazione nella Regione Lazio, fino ad un massimo del 15% di questo 30%.

## Disciplinare
densità di impianto: per i nuovi impianti ed i reimpianti la densità minima dovrà essere di 3 000 ceppi/ha;
forme di allevamento e sistemi di potatura: quelli generalmente usati e/o comunque atti a non modificare le caratteristiche peculiari dell'uva e del vino;
È vietata ogni pratica di forzatura, ad eccezione dell'irrigazione di soccorso.
Le uve dovranno essere raccolte tardivamente. È' ammesso il parziale appassimento anche in locali idonei.
Le operazioni di vinificazione, ed imbottigliamento devono essere effettuate esclusivamente nella zona di produzione.

## Caratteristiche organolettiche
- colore: giallo paglierino intenso;
- odore: caratteristico, fine, delicato;
- sapore: fruttato, caratteristico;
- zuccheri riduttori residui minimo 35 g/l.

## Informazioni sulla zona geografica
La zona geografica delimitata ricade nella parte centrale della regione Lazio, in Provincia di Roma: si estende per circa 8.300 ettari e comprende la parte acclive e le pendici del versante settentrionale dei Colli albani.
Dal punto di vista geologico i terreni dei Colli albani e quelli pedocollinari hanno avuto origine da formazioni vulcaniche generate dalle eruzioni del Vulcano laziale: L'attività endogena che ha generato il Vulcano Laziale è iniziata circa 600.000 anni fa, con la costruzione di un edificio centrale accresciutosi via via in estensione e in altezza (oltre 2 000 metri), sino al collasso della camera magmatica che ha provocato in superficie la formazione della grande depressione calderica che comprende i Pratoni di Vivaro.
Successivamente, ripetute esplosioni freatomagmatiche concentrate nel settore occidentale dell'edificio vulcanico lungo un sistema di faglie distensive di direzione appenninica, hanno prodotto numerosi crateri: quelli più antichi (Ariccia, Pantano Secco e Prata Porci) sono ricoperti di sedimenti e attivamente coltivati, mentre gli ultimi in ordine di età, hanno conservato i caratteri morfologici tipici di forme giovanili, ad imbuto, e sono occupati da profondi bacini lacustri come quelli Albano e di Nemi. Le eruzioni del Vulcano Laziale sono continuate fino al Paleolitico superiore (Aurignaciano), ossia fra i 29 000 ed i 25 000 anni fa. Le formazioni vulcaniche sono costituite soprattutto da ceneri e lapilli depositati in strati di notevole spessore e cementati in misura diversa.
Si possono distinguere: pozzolane (localmente dette "terrinelle"), cioè ceneri vulcaniche del tutto prive di cementazione: si riscontrano nelle zone più lontane dalle bocche di eruzione e danno luogo a terreni sabbiosi, profondi, permeabili all'acqua e senza ristagni né superficiali né profondi; tufi litoidi, più o meno duri, derivati dalla cementazione delle ceneri e dei lapilli, con diverse denominazioni locali (cappellacci, cappellacci teneri, occhio di pesce, occhio di pernice, ecc.), coprono la parte maggiore del territorio considerato. Sono di scarsa o nulla permeabilità all'acqua e alle radici ed è necessario pertanto procedere a scassi profondi per permettere agli agenti atmosferici di attivare la pedogenesi e mettere a disposizione delle colture, in particolare della vite, uno strato sufficiente di terreno agrario per lo sviluppo radicale e la nutrizione idrica e minerale; rocce laviche, dure, poco attaccabili dai mezzi meccanici e dagli agenti atmosferici. Coprono una minima parte del territorio in zone vicine ai crateri di eruzione. In generale danno origine a terreni di scarso spessore dove s'insedia il pascolo o il bosco; alluvioni recenti formatesi nelle zone pianeggianti per deposito alluvionale proveniente dalle pendici sovrastanti. I terreni derivati sono profondi, tendenzialmente argillosi, spesso umidi.
L'altitudine dei terreni coltivati a vite è compresa tra i 70 e i 500 m s.l.m., con pendenza variabile: l'esposizione generale è orientata verso ovest e nordovest.
Il clima è di tipo mediterraneo di transizione ed è caratterizzato da precipitazioni medie annue comprese tra i 822 ed i 1 010 mm, con aridità estiva non molto pronunciata (pioggia 84–127 mm) nei mesi estivi. Temperatura media piuttosto elevata compresa tra i 13,7 ed i 15,2 °C: freddo poco intenso da novembre ad aprile, con temperatura media inferiore ai 10 °C per 3-4 mesi l'anno e temperatura media minima del mese più freddo dell'anno che oscilla tra 3,4 e 4,0 °C. La combinazione tra natura del terreno e fattori climatici fanno della zona delimitata come DOCG Cannellino di Frascati un territorio altamente vocato alla produzione di vini di pregio.

## Storia
La presenza della viticoltura nell'area delimitata risale all'epoca romana: complice la natura del suolo e il clima temperato, la coltivazione della vite ha trovato nella zona anticamente denominata Tusculum (Tuscolo) il luogo ideale e favorevole per la sua progressiva espansione e specializzazione. Risale al V secolo a. C. una pittura parietale raffigurante due caproni che si affrontano sotto un ricco tralcio di vite carico di turgidi grappoli. Si tratta di uno dei reperti archeologici del Tuscolo conservati dal 1940 nel Castello di Agliè, in Piemonte.
Tra i più antichi ed illustri intenditori del "Frascati" spicca Marco Porzio Catone detto il Censore, che nel suo celebre trattato De Agricultura fissò le norme di coltivazione e vinificazione. Originario di una famiglia di viticoltori tuscolani, gradiva egli stesso porsi al lavoro delle sue terre assieme ai propri dipendenti, dividendone poi il cibo semplice ed il vino genuino.
Varrone ricorda le feste tuscolane "Vinalia" per il vino nuovo del Tuscolo ed alcuni provvedimenti relativi alla sua esportazione in Roma: a Tuscolo s'era provveduto per legge che nessuno mandasse vino nuovo in città prima che fossero celebrate le feste del vino. Con questo buon vino, a detta di Macrobio, Ortensio innaffiava i celebri platani che aveva piantato sulle liete pendici tuscolane perché crescessero più rigogliosi.
Nel medioevo i contratti agrari ed i documenti di varia natura, conservati presso gli archivi monastici, confermano la diffusione di tale coltura.
Con la caduta dell'impero romano e la fine delle invasioni barbariche, la viticoltura in queste terre, nonostante i danni subiti, non perde la sua continuità con il passato e mantiene sempre un ruolo importante; come testimoniano i numerosi atti notarili, inerenti ai terreni vitati, custoditi negli archivi monastici.
In una bolla di Papa Sergio I (687-701), sono citate "vigne sotto Frascati, fra la via Appia e la via Latina, dove si incrociano gli antichi acquedotti".
Gli Statuti concessi alla città di Frascati da Marcantonio Colonna, Signore e Vicario di Papa Giulio II della Rovere, datati 1515, stabilivano, in alcuni importantissimi articoli, le zone da destinare a vigneto, le modalità per determinare l'epoca della vendemmia e regolavano il commercio del vino: precisamente detta l'art. 96: "che il vino delli forestieri si venda a ellezione dei soprastanti" (quindi un Consorzio di Difesa e Tutela ante litteram) e "Statuimo et ordiniamo che qualunque del detto castello, ovvero altri che venda vino, che lo portassi fori d'esso castello, a vendere in esso, che sia vino latino, non sia lecito a nessuno venderlo più di quello che gli sarà imposto dagli soprastanti, et chi contraffarà paghi pena di soldi vinti per qualunque volta et per qualunque misura".
Sante Lacerio, bottigliere di Papa Paolo III (1534-1549), in una lettera sulla qualità dei vini in circolazione afferma che il vino migliore si produce a suo giudizio a Frascati, Marino e a Grottaferrata.
Un anonimo cronista al seguito del cardinale Scipione Borghese, raffinato buongustaio, così parla del Frascati, già noto nella prima metà del '600: "della bontà del sito non mi è necessario dirlo, perché la virtù et la varietà et la opportunità del terreno si mostra pur anco hoggidì, quando le sue vigne producono frutti et liquori di tale squisitezza, che io non intendo in quale parte si trovino migliori". Successivamente, in merito alla poca durata dei vini di Toscana, il Tergioni Tozzetti, in Riflessioni sopra la poca durata dei moderni Vini di Toscana (1791) porta come esempio tra gli altri il Frascati, come vino da imitare in quelle terre ".. che il Tiburtino, cioè di Frascati, era nel suo fiore in capo a 10 anni, e quanto più invecchiava, tanto più migliorava" e citando Bacci riporta che all'epoca (1595) i vini di "Grotta Ferrata" bastavano fino a quattro anni.
Nel corso dei secoli la viticoltura ha mantenuto il ruolo di coltura principe del territorio, fino all'attualità, come testimoniano i toponimi delle località che costituivano e costituiscono i luoghi di produzione del Frascati: il Mattei nelle Memorie istoriche dell'antico Tuscolo, oggi Frascati (1711) riporta vigna di Villa Mondragone, vigna dei Signori Cavalletti, vigna sita in Vermicino, vigna nella tenuta di San Matteo, vigna dei PP Camaldolesi, vigna nella Tenuta di S. Croce, come il gesuita Eschinardi, nella approfondita Descrizione di Roma e dell'Agro romano (1750), che riporta numerose località dove ancora oggi sono presenti vigneti (Borghetto, Osteria del Fico, Molara e Osteria della Molara, Prata Porci), e afferma ".. una Terra situata in amenissimo luogo appartenente alla Casa Borghese, che vi ha comode abitazioni, e delizie, essendo luogo abbondante di vini"
Nella guida ai viaggiatori Itinerario italiano o sia descrizione dei viaggi per le strade più frequentate delle principali città italiane del 1828, per Frascati riporta "è circondata di giardini, di vigne, di oliveti"
Il Marocco, in Monumenti dello Stato pontificio e relazione topografica di ogni paese (1835), riporta per Monte Porzio Catone "Gli abitanti sono pieni di convenienza , si applicano ai lavori della campagna, e la maggiore utilità l'hanno sul commercio dèl vino", per Grottaferrata "i vini sono eccellenti" e per Frascati "Il territorio e feracissimo.. produce eccellenti vini".
Il Coppi, nel Discorso agrario del 1865, letto nell'Accademia tiberina il dì 15 gennaio 1866, riporta che Fabio Cavalletti nel suo podere di Grottaferrata (tuttora esistente) adottò un nuovo sistema di coltivare la vite e che il vino è di qualità eccellente.
Il Dalmasso, autore di uno dei primi trattati sui vini d'Italia, nella sua "Storia della vite e del vino in Italia" (1931-37), ricorda come il medico di Sisto V, Andrea Bacci, avesse definito Frascati "luogo di delizie, generoso di uve e di vari frutti", mettendo in evidenza che "quegli industri coltivatori avevano propagato nelle loro vigne le viti più elette d'Italia" dalle quali si ottenevano vini che venivano forniti "ai conviti principeschi, nonché alle mense borghesi di Roma".
Interessante e pittoresca è la cronaca di una gita effettuata Grottaferrata in occasione della fiera nell'anno 1869 e riportata nel Buonarroti scritti sopra le arti e le lettere da Enrico Narducci: oltre ad una accorta e gustosa descrizione degli abitanti e delle loro abitudini riporta in merito al vino "..bottiglie freschissime di vino color oro, di quello che scende benefico all'ugola, apportatore di vita" e testimonia inoltre dell'esistenza di una società enologica che commerciava in vini "..sappiamo che in Frascati è costituita una società enologica, composta dai Signori Ambrogini e Santovetti e presieduta dall'onorevole dottor Gualandi. I vini che questa dà al commercio sebbene finora in piccola scala, dicono chiaro bensì, che mai potrebbesi riprometter con essi".
Tutti gli autori, dai georgici dei tempi antichi ai più recenti cultori della vitivinicoltura, pongono l'accento sulla bontà dei vini laziali, sulla loro robustezza e sulla loro elevata gradazione alcolica: non mancano riferimenti alla loro soavità e dolcezza. Tra i tanti si citano il Malagotti che nelle Lettere scientifiche ed erudite (1806), ricorda "i vin gentili di Frascati", allo stesso modo il Castellano in Lo Stato Pontificio ne ' i suoi rapporti geografici, storici, politici secondo le ultime divisioni amministrative, giudiziarie ed ecclesiastiche (1837) riporta "si nomano i vini di Frascati per la loro delicatezza" ed il Raggi nell'opera Sui Colli Albani e Tuscolani (1844) nel parlare di vino cita "il grazioso e delicato di Frascati".
La produzione di vini amabili o dolci derivava dagli usi e dalle consuetudini che dettavano i tempi ed i modi della vendemmia e delle operazioni di vinificazione. A Frascati l'inizio della vendemmia avveniva tradizionalmente per San Crispino (25 ottobre) e si prolungava in molti casi fino alla fine di novembre. Le operazioni di raccolta erano molto articolate e comprendevano il primo taglio (la capata, cioè la raccolta dei grappoli dello sperone e delle spalle dei grappoli del capo a frutto), a cui seguiva un secondo taglio e spesso anche un terzo. Il Ratti in Storia di Genzano con note e documenti (1797) riporta che "..si aspetta il tempo della vendemmia, che d'ordinario incomincia circa i 10 di ottobre, e continua sino alla metà di novembre" ed ancora "..primieramente si usa la precauzione di non raccogliere le uve tutte ad un tratto, ma si scelgono con gran diligenza le più mature per dare il tempo alle più tardive di acquistare un ugual perfezione". Ciò era, ed è, reso possibile dagli autunni estremamente miti e per lo più soleggiati che si riscontrano nell'areale di produzione; i quali permettono di procrastinare la raccolta senza pregiudicare la sanità delle uve. La tendenza a ritardare la vendemmia è testimoniato anche dagli Atti della Giunta per la Inchiesta Agraria e sulle condizioni della classe agricola (1833) in cui si pone l'accento sulla consuetudine in voga nei Castelli romani "..di lasciare quasi appassire l'uva sulla pianta per ottenere quel vino dolce e d'intenso colore tanto ricercato dagli osti romani". Inoltre era praticato anche l'appassimento in vigneto mediante il taglio del capo a frutto allo scopo di accelerarne il processo. L'uva raccolta per ultima era chiaramente surmatura e molto spesso, laddove il clima era favorevole, botritizzata e quindi interessata da muffa nobile: la terza vendemmia si faceva apposta, per ottenere vini più ricchi di zucchero e di corpo.
Il 23 maggio 1949 nasce il Consorzio, su iniziativa di 18 produttori, con la Denominazione di "Consorzio del Frascati". L'intento era quello di tutelare, valorizzare e propagandare il vino "Frascati" autentico, ottenuto dalle uve delle vigne tuscolane. Infatti già all'epoca il nome Frascati era conosciuto in tutto il mondo e garantiva quindi ottime possibilità di vendita; per cui non era più accettabile si vendesse falso vino di Frascati.
La storia recente è caratterizzata da un'evoluzione positiva della denominazione, con l'impianto di nuovi vigneti, la nascita di nuove aziende che, unite alla professionalità degli operatori, hanno contribuito ad accrescere il livello qualitativo e la rinomanza del "Frascati Superiore", fino al recente (2011) passaggio alla categoria DOCG.
Precedentemente all'attuale disciplinare questo vino è stato riconosciuto DOC con D.P.R. 16 maggio 1966, successivamente è stato riconosciuto DOCG con DM 20.09.2011	 (G.U. 240 - 14.10.2011), modificato con DM 30.11.2011 (Pubblicato sul sito ufficiale del Mipaaf Sezione Qualità e Sicurezza - Vini DOP e IGP)

## Abbinamenti gastronomici
Si consiglia con piatti a base di pesce e con gli antipasti:
- bagnet verd: acciughe dissalate in salsa verde[3]
- acciughe sotto sale, dissalate e poste sott'olio e pasta d'acciughe
- Alici marinate[4], e insalata di mare.

Primi piatti di pasta, zuppe di pesce:
- risotto al Cannellino di Frascati,
- Trofiette al pesto,
- Bouillabaisse.

Secondi piatti di carne, pesce:
- Gran bollito misto[5]
- Fritto misto di pesce[6]
- gamberi e merluzzo bolliti[7] conditi con olio/limone,
- sogliola alla mugnaia[8],
- orata al forno. Wikibooks. Libro di cucina. Ricette.

Contorni:
- carciofi e broccoli fritti[9]
- melanzane e zucchine impanate e fritte[10]
- Frittelle di zucchine[11].

Formaggi: 
- formaggi caprini
- formaggi erborinati
- Gorgonzola

Dolci:
- frittelle[12]
- Frittelle di mele[13]
- Canestrelli[14]

Fast food:
- Focaccia genovese
- Patatine
- Pizza